# 陶里萨诺
陶里萨诺（義大利語：Taurisano），是意大利莱切省的一个市镇。总面积23平方公里，人口12674人，人口密度551.0人/平方公里（2009年）。ISTAT代码为075084。